# Club Med au Maroc
Pour les articles homonymes, voir Club Med (homonymie) et Med.
Le Club Med Maroc fait référence aux activités du voyagiste Club Méditerranée au Maroc où la société est implantée depuis les années 1960 avec l'ouverture de son premier lieu de vacances dans ce pays à Al Hoceïma. Le premier fait de béton, à Agadir au milieu des années 1960, fut un virage dans la stratégie globale de l'entreprise. Celle-ci exploitera jusqu'à huit clubs au Maroc.

## Historique
Le Club Méditerranée voit le jour au début des années 1950, avec des villages composés de tentes de camping, puis de cases.

### Lancement à Al Hoceïma (1961)
L'idée de pacification du Rif par le tourisme est présente chez les autorités marocaines et pousse à l'ouverture d'un premier village au Maroc, dans la province d'Al Hoceïma. Durant l'été 1960, Gilbert Trigano, contacté par le Palais Royal de Rabat, se rend dans la région afin de rencontrer le prince Hassan qui souhaite visiter ce nouveau petit club.
Après un parcours chaotique en avion jusqu'à Casablanca puis quatorze heures de voiture, Trigano obtient du prince héritier la construction d'un nouvel aéroport à proximité, condition à l'agrandissement du village : « je vais vous faire construire ici un aéroport où pourront se poser les Caravelle. Il sera prêt dans un an, le 15 juin 1961 » promet le futur monarque ; ce à quoi répond Trigano : « vous aurez un village de mille lits à cette date  ! » Le nouveau village d'Al Hoceïma est inauguré peu après.

### Tournant à Agadir
Entre-temps, le 29 février 1960, un tremblement de terre ravage la ville d'Agadir. Alors que la ville est reconstruite à quelques distances, le nouveau roi du Maroc fait appel au Club Med en 1963 pour y implanter un village de vacances. « Sans trop réfléchir » dira-t-il plus tard, alors que le site prévu est décimé par le séisme, Gilbert Trigano donne son accord.
Le premier club « en dur » est construit puis ouvre au milieu des années 1960, inaugurant une montée en gamme et les apprentissages de la gestion d'un véritable hôtel. Jamais hors montagne le Club Med n'avait construit ou administré un village fait de béton. C'est un club « professionnalisé », s'éloignant de l'amateurisme bon enfant qui régnait jusque-là pour la gestion.
Ayant l'expérience spartiate des cases comme seul bagage, les chambres sont modestes, négligées, selon l'aveu même de Trigano. Précurseur pour l'époque, vingt courts de tennis en terre battue y sont construits puis le Golf une quinzaine d'années après. Ce village reste ouvert toute l'année, chose inhabituelle jusqu'alors pour le voyagiste. « Agadir fut le tournant de la vie du Club » écrit plus tard Serge Trigano.
Alors que l'affaire Ben Barka bat son plein, période de tension entre le Maroc et la France, aucun ministre français n'accepte d'inaugurer ce village. Seul le ministre du tourisme du Maroc, ainsi que le controversé ministre de l'intérieur par la suite, sont présents,. Pourtant dès 1965, le Tout-Paris se presse à Agadir,. 

### Croissance
Quelques années plus tard ouvrent les villages dces vacane Ouarzazate et Smir dans le nord du pays, puis Yasmina en 1970. De trois tridents, il sera en travaux plusieurs fois dans les années 2000 afin d'atteindre l'échelon de confort supérieur,.
Le Club Med attire des touristes de toute l'Europe. La semaine à Agadir est vendue 800 francs tout compris. Certains Marocains aisés s'offrent également des séjours dans les Club Med du pays. Un quota est cependant fixé, les clients marocains ne pouvant pas occuper plus de 10% de la capacité des hôtels de la chaîne.
Les ouvertures continuent avec Malabata l'année suivante, et le discret Marrakech-La Médina avec Serge Trigano comme premier chef de village. Ce dernier projet est alors mal accueilli par la presse française puis par certains marocains.
Au milieu des années 1980, le Royaume du Maroc sollicite longuement le Club pour reprendre la gestion de deux hôtels neufs à Laâyoune dans le Sahara occidental, région revendiquée par le Front Polisario. L'instabilité de la région entraine un refus de la part du Club, rapidement contré par le roi en personne lors de sa rencontre avec Trigano. Ces deux lieux ne seront jamais transformés en club puisque réquisitionnés par l'ONU qui se trouve alors là en mission d'observation. 

### Crise post-1990s
Pendant de nombreuses années, le Club Med stagne sur ses positions et n’investit plus de nouveaux lieux. La guerre du Golfe créé un climat morose pour l'ensemble du tourisme du bassin méditerranéen. Si la destination du Maroc semble sinistrée, le Club réagit en organisant des promotions avec Royal Air Maroc. El Jadida, un village dédié au Golf dans la province d'El Jadida, ouvre finalement en 1994, pour quelques années seulement. Il deviendra par la suite un Sofitel puis un Pullman, deux enseignes d'Accor. À l’époque, ce sont 86 000 GM qui passent leurs vacances au Maroc, l'entreprise y exploite alors sept villages.
Les attentats du 11 septembre 2001 marquent le début de la crise du tourisme et un coup d'arrêt pour les séjours au Maghreb. Le Maroc, comme d'autres pays, est durement touché par la diminution du nombre de touristes. Le « nombre de Français qui ont choisi l'Afrique du Nord pour leurs vacances a baissé de 47 % » précise Henri Giscard d'Estaing. Victime de cette actualité, le tout petit village de Ouarzazate ferme, et devient par la suite un hôtel Mercure après qu'Accor soit entré au capital du Club Med. Al-Hoceima, le village historique ferme également peu après, ainsi que Malabata ouvert à l'origine par le Club européen du tourisme et devenu par la suite un Club Aquarius.
Les attentats de Casablanca et l'attentat d'Argana pèsent également sur le tourisme marocain. Comme son père un demi-siècle auparavant, le roi Mohammed VI intervient auprès de l'entreprise de voyages afin que les investissements et l'activité perdure au sein du pays. Les activités du Club Med au Maroc sont réparties au sein de la Société Immobilière de la Mer (SIM, détenue à 100%), la Société civile immobilière des villages de vacances (Civac, détenue à 47,47%), la Société marocaine des villages de vacances (Somavivac, détenue à 40%), et la Société de développement des villages de vacances (détenue à 100%),.

### Partenariat avec la CDG
Le Club Med, qui a su nouer un partenariat privilégié avec la Caisse de dépôt et de gestion (CDG) du Maroc, monte une société commune avec cet organisme afin de construire le village Marrakech-La Palmeraie sans débourser d'argent, en y injectant la valeur de ses autres villages existant dans le pays. Le projet, qui ne se trouve pas à la mer ou à la montagne, ne fait pas l'unanimité au siège du Club Med ; de plus, le club La Médina, près de la place Jemaâ-El-Fna, reste faiblement rempli. Henri Giscard d'Estaing croit fermement au projet : « Marrakech et le village de La Palmeraie ont été les premiers symboles du changement » dira-t-il plus tard. Ce village est inauguré le 11 juin 2004,. La décoration sobre et contemporaine est assurée par l'architecte Marc Hertrich.
En 2004, lorsqu'ouvre La Palmeraie, les villages d'Ouarzazate et Al Hoceïma ferment. Ouarzazate est repris par le groupe hôtelier Accor l'année suivante.
La forte saisonnalité liée à l'activité touristique (été/hiver/vacances scolaires…) oblige le Club à créer des villages haut de gamme, avec beaucoup de lits, dans des endroits du monde où l'ensoleillement reste présent une grosse partie de l'année. Marrakech fait partie de cette catégorie comme ceux de L'Île Maurice ou de Punta Cana. Ce même village est l'un des premiers à recevoir un espace plus luxueux, classé en cinq tridents, Le Riad de Marrakech.
À l'aube de l'an 2000, l'ancien village d'Agadir se trouve restauré, puis de nouveau quelques années plus tard. Sa réouverture a lieu en 2006 en présence André Azoulay et d'Adil Douiri, ministre du tourisme marocain. L'année suivante, les bureaux du Club Med déménagent de Casablanca à Marrakech. Désuet, vieillissant malgré les rénovations qui le font passer à « trois tridents », Smir ne correspond plus à la politique de montée en gamme du Club Med et ferme après une quarantaine d'années d'activités,.
En juillet 2009, Anass Houir Alami, directeur général de la CDG depuis juin, entre au conseil d'administration du Club Med. Une réorganisation du capital du groupe en 2009 redéfinit à 10,97% les parts de la CDG dans le Club Med.

### Développements récents
Le prochain village sera à Oued Chbika dans la province de Tan-Tan, au sud, face aux îles Canaries,
En 2017, le Club Med présente sa nouvelle stratégie pour la zone Maroc. En mai 2019, le PDG Henri Giscard d'Estaing se déplace au Royaume et annonce de nouveaux projets au Maroc, sans apporter de précisions supplémentaires,.